# Catilina oder Ahasvers Zwischenspiel
Catilina oder Ahasvers Zwischenspiel (Untertitel: Groteske Historie) ist ein Drama in fünf Akten des österreichisch-schwedischen Schriftstellers Paul Baudisch (1899–1977). Es wurde 1921 veröffentlicht. Als Vorlage des Textes fungiert in wesentlichen Zügen die Catilinarische Verschwörung, in deren Zusammenhang der römische Senator Lucius Sergius Catilina im Jahr 63 v. Chr. gemeinsam mit weiteren Verschwörern versuchte, die römische Republik zu stürzen. Baudischs Figurenensemble baut hierbei im Wesentlichen auf den historischen Personen auf, die an der Verschwörung beteiligt waren, wie beispielsweise Gaius Sallustius Crispus und Marcus Tullius Cicero.

## Inhalt

### 1. Akt

#### Erste Szene
Cäsar, Cato, Sallust und Cicero treffen sich im Hause Cäsars. Sie sprechen über die Machtverhältnisse im Römischen Reich, das zunehmende Aufbegehren des Pöbels gegen Staat und Senat sowie Cäsars Vorstellungen von der Alleinherrschaft. Plötzlich erscheint der Ewige Jude Ahasver in der Gesprächsrunde und wird von Cäsar begrüßt. Nach einem Streitgespräch über den historischen Wert Roms auf der einen und des Judentums auf der anderen Seite, verlässt Cato die Szenerie. Schließlich verlassen auch Cicero und Sallust das Haus Cäsars und dieser und der Ewige Jude bleiben allein zurück.
Cäsar befragt Ahasver als Orakel nach seiner Zukunft als Herrscher und wird von Ahasver, der „in Sachen der göttlichen Ungerechtigkeit“ reist, auf die Gefahr durch Catilina hingewiesen, der zwar einerseits Cäsars Freund andererseits aber auch sehr stolz, arrogant und machgierig sei. Nachdem beide ein Gespräch über den Charakter Catilinas geführt haben, verlässt Ahasver ebenfalls das Haus Cäsars und Catilina tritt ein. Er sieht die ganze Stadt als „Dummköpfe und Feiglinge“ an und erzählt Cäsar von seinem Plan durch eine erkaufte Wahl zum Konsul die Verhältnisse in Rom neu zu ordnen.
Ahasver stößt erneut hinzu und spricht mit Catilina allein. Hierbei offenbart der Ewige Jude dem Senator, das er selbst eine Verkleidung des Ewigen Juden sei und Catilinas sehnsüchtiges und gieriges Verlangen nach Veränderung ebenso Rastlosigkeit bewirke wie seine eigene Rast- und Ruhelosigkeit: Geschickt parallelisiert der Ewige Jude dabei sein eigenes Schicksal mit dem Schicksal Catilinas:
„Zerbrochen sind wir, ausgeronnenes Blut aus den Adern eines gefallenen Engels, verflucht, verdorrt, Schatten, vom Lichte gerissen, ewige Gelächter.“

#### Zweite Szene
Endymion, der Sohn Catilinas ist nach Rom zurückgekehrt. Seiner Mutter Aurelia gibt er gleich nach seiner Ankunft zu verstehen, dass er seinen Vater aufgrund seiner Bestrebungen für verrückt halte und mit seiner Mutter nach Spanien fliehen wolle. Als Catilina nach Hause zurückkehrt, verlässt Endymion seine Mutter und es kommt zwischen den Eheleuten zu einem Disput über Catilinas vermeintlichen Größenwahn, seine Macht- und Geltungssucht. Noch immer befindet er sich auf der Suche nach einem Financier für seine Wahl zum Konsul.
Währenddessen ist Cicero mit seiner Mätresse Sempronia zusammen und offenbart scheinbar seinen eigentlich dekadenten, von Wollust und Vergnügungssucht bestimmten Charakter. Das Gerücht Sempronias, Catilina habe vor, Endymion zu töten, sieht Cicero jedoch unmittelbar als Möglichkeit, Catilina auszuschalten und sein Konsulat zu verhindern. Als Cicero sich entfernt hat, erscheint Catilina selbst, der ein Verhältnis mit Sempronia hat. Nach einem Gespräch über ihren gemeinsamen, unehelichen und schwachsinnigen Sohn Nero, verschwindet Catilina.

### 2. Akt

#### Erste Szene
Im Hause Catilinas treffen sich Cäsar, Senator Cethegus, Zenturio Manlius und die beiden Ritter Curius und Volturcius und beginnen mit den Planungen zu einem Attentat auf Sulla, Cicero und Cato. Während Cäsar sich bei den Planungen dezent zurückhält, trauern die anderen vier ihrer ruhmreichen Zeit hinterher. Alle erhoffen sich durch einen Umsturz ihre Rückkehr zu Macht, Geld und Einfluss. Schließlich stößt auch Catilina hinzu, ist mit den radikalen auf sofortige Umsetzung drängenden Wünschen seiner Mitverschwörer jedoch nicht einverstanden. Schließlich verlassen alle die Szenerie, nur Catilina und die hinzugekommene Aurelia verbleiben eine kurze Zeit gemeinsam.
Endymion erscheint ebenfalls im Hause Catilinas, nachdem dieser wieder gegangen ist. Unter Tränen gesteht ihm seine Mutter, dass sie Endymions Geld für Catilina gestohlen habe. Endymion sieht nun den endgültigen Verrat seines Vaters bestätigt und macht sich auf, ihn zu konfrontieren.

#### Zweite Szene
Auf den Straßen Roms sind Senatoren, Bauern, Arbeiter und Sklaven unterwegs – Ahasver unter ihnen. Sowohl die Bauern als auch die Senatoren beklagen den Verfall Roms, die Senatoren aufgrund des Verfalls ihres Reichtums, die Bauern und Arbeiter aufgrund der zunehmenden Korruption und Korrumpiertheit der Obrigkeit. Mit Blick auf Ahasver meinen sie, das auch „Juden und Reichtum“ an diesem Verfall nicht unschuldig seien. Cicero betritt die Straße und verkündet das Gerücht, Catilina hätte seinen Sohn getötet. Dies stellt sich jedoch als List Sempronias heraus, um Cicero in der Öffentlichkeit der Lächerlichkeit preis zu geben.
Während Fackelträger über den Platz kommen, erhebt sich Ahasver zu den Umstehenden und spricht von seiner endlosen, ruhelosen Wanderschaft und seiner Unsterblichkeit: „Ich vergesse die weiten Zeiten um mich,/ Grauen verheert mir die Stirn. (...) / Eins! Aus der Schöpfung Uhr tritt ein einziger Tag. Ich bin der Tag und bleibe dem Teufel geheuer, Ahasver ich, Gelächters ewige Klag'“. Wieder sieht er in Catilina sein Ebenbild.

### 3. Akt

#### Erste Szene
Catilina lässt sich schließlich zur Wahl für das Konsulat aufstellen. Curius, Manlius und Cethegus hoffen auf seine Wahl, um endlich ihre verlorene Macht wiederzuerlangen. Catilina erscheint nach dem Wahlvorgang unter seinen Mitverschwörern und auch Sempronia erscheint, auch sie will Catilina zum Sieg verhelfen und nimmt hierfür auch Lüge und Intrige in Kauf. Ihre hohe Opferbereitschaft widert Cethegus an, der Catilina nur aus persönlichem Machtstreben unterstützt, diesen persönlich jedoch aufgrund seiner Verdorbenheit verabscheut. Catilinas Verfolgungswahn treibt ihn schließlich dazu, Cethegus den Befehl zum Mord an Endymion zu geben, den dieser nach einer verbalen Auseinandersetzung zwischen Vater und Sohn auch mit zerrissenem Gewissen ausführt. Obwohl Catilina schließlich sein erhofftes Konsulat an Cicero verliert, kennt seine Siegesgewissheit und Selbstüberhöhung nun keine Grenzen mehr:
„Wer bin ich nun? Cäsar und Ahasver türme ich aufeinander zu meinem Sockel. Cicero ist nur in meinem Auge, die Sonne meiner Pupille, die Welt sitzt in meiner linken Herzkammer. Ich bete dich an, Catilina! “

#### Zweite Szene
Infolge einer Unvorsichtigkeit Curius' gegenüber seiner Mätresse Fulvia fliegt Catilinas Plan zur Ermordung Ciceros und der anderen Philosophen auf. Cicero, dem es durch seine rhetorischen Fähigkeiten gelingt, Fulvia den Plan zu entlocken, berät sich daraufhin mit Cäsar wie mit Catilina umzugehen sei. Auf dem Kapitol kommt es schließlich zur Konfrontation zwischen Cäsar und Catilina, nachdem Letzterer seinem eigentlichen Freund offenbart hat, seinen eigenen Sohn Endymion getötet zu haben. Cäsar ist hierüber bestürzt und er veranlasst Cicero dazu, im Senat seine Reden gegen Catilina zu halten und den ehemaligen Senator damit öffentlich des Komplotts zu beschuldigen. Catilina, der bei der Sitzung ebenfalls anwesend ist, verlässt schließlich überstürzt den Senat.

### 4. Akt

#### Erste Szene
Verkleidet sitzt Cäsar in einem Bordell, wo Kabarett gespielt und Catilina als Ahasvers Abkömmling verhöhnt wird. In einem letzten Versuch versuchen Catilina und Cethegus schließlich, eine Hand voll allobroger Krieger für ihre Sache zu gewinnen. Während die beiden beratschlagend verschwinden, erscheinen Sempronia und Aurelia, die beide über den Tod Endymions trauern und daran zu verzweifeln drohen. Während Aurelia hierdurch ihren eigenen Untergang gekommen sieht, will Sempronia jedoch aufbegehren und den Umsturz noch nicht verloren geben.

#### Zweite Szene
Catilina sieht sich inzwischen einer Allmacht entgegen. Die Allobrogen haben ihn an den Senat verraten und er beschließt, nach Fäsulä zu reisen und sich dort mit den Soldaten des Manlius zu einem Großangriff auf Rom zu sammeln. Inzwischen schließt er auch nicht mehr aus, im Notfall den gesamten Senat zu töten, sollte es notwendig werden. Aurelia erscheint schließlich und verspricht, trotz seiner Schandtat an Endymion zu ihm zu halten und notfalls gemeinsam mit ihm unterzugehen.

### 5. Akt

#### Erste Szene
Auf der Flucht mit Cethegus wird Sempronia schließlich von Cato gestellt. Cethegus selbst stürzt sich darauf ins Schwert, Sempronia wird abgeführt. Nur dank Cäsars Fürsprache wird verhindert, dass auch Sempronia sterben muss.

#### Letzte Szene
Catilina erreicht schließlich Fäsulä und verbündet sich mit Manlius, der zuvor den abtrünnigen Volturcius hat aufhängen lassen. Manlius fällt im Kampf, Catilina wird trotz Cäsars Versuch, ihn von der Schlacht fernzuhalten schwer verletzt, erreicht aber noch seine Frau Aurelia, der er beichtet, seine Taten zu bereuen und vor allem den Mord an seinem eigenen Sohn zu betrauern. Schließlich sterben beide am Rande des Schlachtfeldes und einzig Cäsar und Ahasver bleiben abseits zurück.